# James Armand de Rothschild
James Armand Edmond de Rothschild, poznatiji kao Jimmy de Rothschild (Pariz, 1. prosinca 1878. – London, 7. svibnja 1957.), francuski i britanski poduzetnik, liberalni političar i filantrop iz francuske loze Rothschildovih, bogate bankarske obitelji židovskog porijekla.
Rodio se kao najstariji sin francuskog bankara Edmonda Jakoba de Rothschilda (1845. – 1934.) i Adelheid von Rothschild (1853. – 1935.), iz njemačko-talijanske loze obitelji Rothschild. Imao je mlađeg brata Mauricea Edmonda Karla (1881. – 1957.) i sestru Miriam Caroline Alexandrine (1884. – 1965.).
Za vrijeme trogodišnjeg studiranja na Sveučilištu u Cambridgeu razvio je interes za golf i konjičke sportove te je kasnije postao vlasnikom trkačih konja.
Dana 25. veljače 1913. godine oženio je sedamnaestogodišnju Dorothy Pinto (1895. – 1988.), s kojom je živio naizmjenično u Parizu i Londonu. Nisu imali djece. Godine 1922. naslijedio je od rođakinje Alice de Rothschild (1847. – 1922.) imanje i rezidenciju Waddison Manor, koje je nekoć izgradio njegov praujak barun Ferdinandu de Rothschildu (1839. – 1898.).
Bio je zastupnik Islea of Ely u Donjem domu britanskog parlamenta u razdoblju od 1929. do 1945. godine. Za vrijeme Drugog svjetskog rata bio je parlamentarni tajnik za ministarstvo opskrbe. Svoje imanje Waddison Manor pretvorio je u vrijeme rata u sklonište za židovske izbjeglice iz Frankfurta.
Podupirao je ciljeve cionista te je nakon uspostave Države Izrael 1948. godine, aktivno surađivao s njenim vlastima. Godine 1966. dao je veliki novčani iznos za izgradnju zgrade izraelskog parlamenta, Knesseta. U svojoj je oporuci ostavio znatna sredstva za osnivanje Yad Hanadiva, Rothschildove zaklade u Izraelu.